# Adémar de Capoue
Adémar ou Adhémar de Capoue, (mort après mars 1009) noble Lombard qui est nommé duc de Spolète en 998 mais qui 'est plus mentionné avec ce titre à partir de décembre 999 et qui est brièvement imposé comme prince de Capoue en 1000.

## Origine
Adémar ou Adhémar est le fils de Balsamo, un clerc de Capoue, qui a été éduqué à la cour d'Othon II du Saint-Empire avec son fils le jeune Othon.

## Duc de Spolète et prince de Capoue
Couronné empereur le 21 mai 996, Othon III décide d'intervenir en Italie. Afin de réduire la puissance d'Hugues de Toscane, le marquis de Toscane, devenu également en 989 duc de Spolète, Othon III nomme Conrad d'Ivrée comme duc de Spolète en mai 996. En décembre 998, Othon III décide de le remplacer par son compagnon d'enfance Adémar.
Othon III se rend en pèlerinage en Campanie au sanctuaire de Monte Gargano pour accomplir la pénitence qui lui a été imposée par l'ascète Romuald de Ravenne. Le jeune empereur est mal accueilli par les Lombards ; aussi dès son retour à Rome il charge Adémar de Spolète de se rendre à Naples et à Capoue afin de recevoir les serments de fidélité des dynastes locaux.
Adémar commence par investir dans le duché de Naples avec son armée de souabes et de franconiens : il fait prisonnier le duc Jean IV de Naples et l'emmène chargé de fer à Capoue. Dans cette ville c'est le prince Laidolf qui est capturé car soupçonné peut-être avec raison d'avoir participé au complot qui s'est terminé par le meurtre de son frère et prédécesseur Landenolf II de Capoue, vassal de l'Empire. Laidolf son épouse Marie, Gaideris et Landon de Caiazzo sont arrêtés et exilés dans le Nord de l'Italie ou en Allemagne. Avec l'accord d'Othon III Ademar se proclame prince de Capoue en mars 1000.  
Son règne est très bref car quatre mois après en juillet, il est chassé du trône par les Campaniens menés par leur archevêque, qui choisissent comme prince à sa place Landolf VII de Sant'Agata. Jean IV de Naples est également libéré et retrouve son duché. Pendant son bref règne Adémar nomme  Aténolf gastald d'Aquino instituant ainsi une nouvelle dynastie en Campanie.
D'une épouse inconnue Adémar laisse un fils nommé Landenolf qui apparait dans un acte en mars 1009.

## Sources
- Jules Gay L'Italie méridionale et l'Empire byzantin depuis l'avènement de Basile Ier jusqu'à la prise de Bari par les Normands (867-1071) Albert Fontemoing éditeur, Paris 1904 p. 636.
- (en) Ademar sur le site Medieval Lands